# Motivacijsko pismo
Motivacijsko pismo je pismo, ki se pošilja poleg življenjepisa pri prijavi na delovno mesto. Namen motivacijskega pisma ni povzetek življenjepisa, temveč njegovo dopolnilo. Spremno pismo naj bi pritegnilo delodajalčevo pozornost in ga prepričalo, da bo o prijavitelju želel izvedeti več. Motivacijsko pismo večinoma ni obvezen dokument, vendar je velika pomoč osebi, ki išče službo.
Motivacijsko pismo je običajno prva stvar, ki jo delodajalci preberejo, ko se oseba prijavlja na prosto delovno mesto. Mnenja so deljena glede tega ali naj bo motivacijsko pismo zapisano v sami e-pošti ali pa priloženo kot priponka.
Zagovorniki spremnega pisma kot priponke trdijo, da je ta način bolj profesionalen in bi ga morali uporabljati vsaj takrat, ko se oseba prijavlja na višje delovno mesto ali pa na zaposlitveni oglas večjega (multinacionalnega) podjetja. Prav tako, na ta način lahko življenjepis potuje kot priponka do različnih ljudi v podjetju. Če bi se motivacijsko pismo nahajalo v samem e-sporočilu, se lahko izgubi. Na drugi strani so trditve, da je bistvo motivacijskega pisma točno to, da je zapisano v samem e- sporočilu.  Zagovorniki pošiljanja motivacijskega pisma v samem e-sporočilu trdijo, da je to edin način na kateri lahko dosežemo, da je pismo videno in predvsem prebrano. Če se motivacijsko pismo pošlje kot priponka niti ni nujno, da ga bo delodajalec posebej odpiral in prebral. Nekaterim delodajalcem je ta način ljubši tudi zaradi tega, saj hitreje pridejo do konkretnih informacij.

## Oblike motivacijskih pisem
Prijava na zaposlitveni oglas na portalu preko e-pošte
Pri takšni prijavi je zelo pomembno, da navedemo, kje smo oglas zasledili. V tem primeru gre za klasično motivacijsko pismo, kjer je v nekaj stavkov potrebno napisati, kaj nas je vzpobudilo k temu, da se prijavimo na razpisano delovno mesto ter zaradi česar oseba verjame, da je pravi kandidat za določeno službo. Zelo pomembno je paziti, da pismo ni predolgo. Ponavadi vsebuje uradni pozdrav ter vsebino, zaključi se pa s podpisom in kontaktnimi podatki.
Prijava preko klasične pošte
Bistvena razlika med pošiljanjem preko klasične pošte in elektronske je v sami glavi motivacijskega pisma. Pri klasičnemu pošiljanju oseba zapiše tako svoj naslov, kot tudi naslov podjetja, kamor bi to pismo naslovila, ter datum pošiljanja. 
Pošiljanje na slepo
Za ta način pošiljanja svojega motivacijskega pisma se oseba odloči, ko jo delo v določenem podjetju izjemno zanima, vendar delovno mesto še niti ni razpisano. Pošiljanje na slepo je v bistvu najbolj zahtevna oblika, saj oseba mora v nekaj stavkih prepričati delodajalca, da jo potrebuje, čeprav niso niti razmišljali o dodatnem deovnem mestu. Delodajalcu predstavi možne načine vključitve v njegov tim ter izpostavi ključne informacije, kaj vse lahko pridobi s sodelovanjem s prijaviteljem. Zaradi tega je to motivacijsko pismo precej daljše kot običajno.